# Asakura
Asakura (japanska: 朝倉市 ?, Asakura-shi) är en stad i Fukuoka prefektur i Japan. Staden bildades 2006 genom sammanslagning av staden Amagi med kommunerna Asakura och Haki.